# Thierry Wanegffelen
Thierry Wanegffelen, né le 21 mars 1965 à Asnières-sur-Seine et mort à Clermont-Ferrand le 20 avril 2009, est un historien moderniste français.

## Biographie
Après une maîtrise d'histoire moderne à l'université Panthéon-Sorbonne en 1987 (mention très bien), il est reçu 9e à l'agrégation externe d'histoire en 1989. Titulaire d'un DEA, en 1990 (mention très bien), il est allocataire moniteur de 1990 à 1993 puis ATER d’histoire moderne de 1993 à 1994, toujours à Paris I. Devenu ensuite ATER d’histoire moderne à l'université de Picardie Jules-Verne de 1994 à 1995, il obtient un doctorat d'histoire à l’université Paris I en 1994 (mention très honorable avec les félicitations à l'unanimité du jury).
Maître de conférences d'histoire moderne à l'université Blaise Pascal à Clermont-Ferrand, de 1995 à 2000, il étudie dans son livre Ni Rome, ni Genève, publié en 1997, les biographies de centaines de penseurs de l’époque de la Réforme, insatisfaits par les différents dogmes et Églises, et balançant entre plusieurs. Cet ouvrage fait très vite figure de référence. Il obtient l'habilitation à diriger des recherches en histoire moderne à l'université de Paris IV-Sorbonne en janvier 2000 et devient professeur d'histoire moderne à l’université Blaise Pascal de 2000 à 2006.
À partir de 2006, il occupe la chaire d’histoire de la première modernité à l'université Toulouse-Jean-Jaurès.
Il est membre du laboratoire FRAMESPA, unité mixte de recherches 5136 du CNRS, ainsi que de l'Institut de recherches sur la Civilisation de l'Occident moderne (IRCOM) de l’université de Paris IV-Sorbonne. Il dirige depuis 2004 Foi et Vie. Revue de culture protestante. Il est également membre du comité de rédaction de Moreana, revue bilingue (anglais/français) d'histoire de l'Europe au temps de Thomas More. À partir de 2007, il est membre du groupe théologique du Conseil national de l'Église réformée de France.
Il est l'auteur d'une dizaine de livres et d'une cinquantaine d'articles scientifiques. Ses publications ont été honorées à trois reprises par l'Institut de France, avec le Prix Monseigneur-Marcel 1998 de l'Académie française, le prix Gobert 1998 de l'Académie des inscriptions et belles-lettres, et le Prix Gabriel-Monod 2000 de l'Académie des sciences morales et politiques.
Quelques semaines après son élection à la chaire d’histoire de la première modernité à l'université de Toulouse-Le Mirail, il apprend être atteint d'un cancer puis il meurt au terme d'une longue maladie le 20 avril 2009.

## L'histoire de la civilisation de l'Occident moderne, duXVIesiècleà aujourd'hui
Spécialiste de l'histoire des mentalités religieuses et politiques, ainsi que de l'histoire du fait religieux — toujours en lien avec des pratiques sociales et/ou des conceptions et des représentations de la société — dans l'Europe des XVIe et XVIIe siècles, Thierry Wanegffelen s'est particulièrement intéressé à la manière dont les individus, de plus en plus sommés dans l'Occident moderne d'adhérer aux normes collectives politiques, religieuses, sociales et culturelles, sont tout de même parvenus à conserver une part de liberté, au moins au niveau du for intérieur, dissociant ainsi l'appartenance — difficilement évitable — aux divers groupes englobants de l'adhésion inconditionnelle exigée en théorie par les instances de ces groupes. Cet historien en est ainsi venu à l'étude du genre et de ses lois, à travers l'attention portée aux stratégies des femmes pour les contourner, voire les détourner à leur profit, à défaut de leur échapper.
Ses dernières recherches relevaient en conséquence de l'anthropologie du pouvoir féminin dans l'Europe de la Renaissance ; l'introduction du panneau central du triptyque en cours de publication chez Payot, Le Pouvoir contesté, annonçait par ailleurs une vaste et synthétique perspective sur la Modernité occidentale, conçue comme un phénomène global s'étant développé dès le temps de la Renaissance, de l'humanisme et de la Réforme, quoique les Lumières, évidemment, puis le tournant des XIXe et XXe siècles, en aient constitué des étapes importantes, voire des moments d'accélération. Plusieurs indices paraissent révéler que l'œuvre de Thierry Wanegffelen s'orientait de plus en plus vers une interprétation décloisonnée de l'histoire de l'Occident, dans le sens des ultimes perspectives de la réflexion de Michel Foucault.

## Principales publications
- Ni Rome ni Genève. Des fidèles entre deux chaires en France au XVIe siècle, Paris, Champion, 1997, rééd. 2002.

- Prix Monseigneur-Marcel 1998 de l’Académie française
- Jean Delumeau et Thierry Wanegffelen, Naissance et affirmation de la Réforme, Paris, PUF, 1997, rééd. 1998, 2003 et 2008.
- L'Édit de Nantes. Une histoire européenne de la tolérance (XVIe-XXe siècles), Paris, Livre de Poche, 1998, rééd. 1998, 2000 et 2005.
- Une difficile Fidélité. Catholiques malgré le Concile en France (XVIe-XVIIe siècles), Paris, PUF, 1999.
- Josiane Teyssot & Thierry Wanegffelen, Histoire de l'Auvergne, Rennes, Ouest-France, 2001.
- La Renaissance (dir.), Paris, Ellipses, 2002, rééd. Ellipses poche 2014.
- De Michel de L'Hospital à l'édit de Nantes : politique et religion face aux Églises (dir.), Clermont-Ferrand, PUBP, 2003.
- L'Humaniste, le protestant et le clerc. De l'anticléricalisme croyant au XVIe siècle (dir.), Siècles, 18, 2004.
- Catherine de Médicis : le pouvoir au féminin, Paris, Payot, coll. « Biographie Payot », 2005, 444 p. (ISBN 2-228-90018-4, présentation en ligne).
- Le Pouvoir contesté. Souveraines d'Europe à la Renaissance, Paris, Payot, 2008, rééd. 2008.
- Le Roseau pensant. Ruse de la modernité occidentale, avec la collaboration d'Isabelle Cani et Jérôme Grondeux, Paris, Payot, 2011.